# Vicar imperial

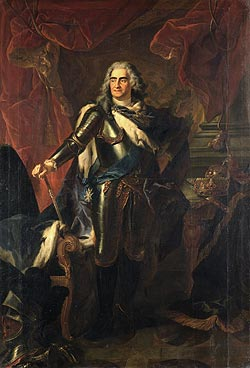
August cel Puternic - în calitatea sa de vicar imperial, a ridicat familia Hoym la rangul de conți imperiali în 1711.

Vicar imperial (în germană Reichsvikar, în latină vicarius imperii sau provizor imperii) era înlocuitorul temporar al împăratului în Sfântul Imperiu Roman, respectiv al regelui romano-german, în perioada dintre moartea acestuia și alegerea, respectiv încoronarea, succesorului său (perioadă numită Sede vacante sau Interregn). Acest înlocuitor continua activitățile curente ale împăratului, respectiv ale regelui.

## Jurisdicția teritorială a vicarului imperial
În 1356 Bula de Aur a stabilit definitiv regula deja existentă privind administrarea imperiului de către principii electori și anume: principele elector al Saxoniei trebuia să împărtă vicariatul imperial cu contele Palatin al Rinului. Ulterior, principele elector al Palatinatului a fost vicar imperial pentru zonele de drept franconian, iar principele elector al Saxoniei pentru zonele de drept saxon. Granițele dintre aceste zone, mai ales în landgrafiatul Hessa, ducatul unit Jülich-Kleve-Berg, principatul episcopal Liège și comitatul Frisia de Est, au fost disputate până în 1750. Regele Boemiei și Arhiducele Austriei au refuzat chiar să recunoască vreun vicar imperial deasupra lor.
În Vechiul Regat existau vicari imperiali pentru zonele germane și italiene, precum și pentru regiunea Arelat din Regatul Burgundiei. Vicariatul imperial asupra Regatului Italiei, pe care papii îl revendicau periodic, a fost disputat între ducii de Savoia și cei de Mantua. De asemenea, împărații au numit temporar vicari imperiali pentru regiuni separate din regatul Italiei. De exemplu familiile Visconti în Milano și Gonzaga în Mantua au început să conducă  în calitate de vicari imperiale comunele lor pe care le-au transformat cu timpul în Signorii și care au devenit ulterior ducate ereditare ca feude imperiale cu steag. În 1624 s-a înființat funcția de comisar general sau plenipotențiar ce prelua sarcinile inițiale ale vicarului imperial. Începând din timpul lui Carol al IV-lea vicariatul imperial reprezenta în fapt doar un titlu.
Casei de Savoia i-a aparținut titlul de „Prinț și vicar permanent al Sfântului Imperiu Roman” chiar și după sfârșitul Vechiului Imperiu în 1806. Titlul a fost integrat în titulatura regală sardă și italiană și a existat până la abolirea monarhiei în 1946.

## Competențele vicarilor imperiali
Vicarii imperiali dețineau toate drepturile imperiale cu excepția acordării steagurilor (în latină vexillaria feuda) și a vânzării proprietăților imobiliare imperiale. Competențele vicarilor imperiali priveau în special continuarea competențelor împăratului (respectiv ale regelui) și anume: aplicarea puterii judecătorești la curtea regală, colectarea impozitelor, legitimarea, emanciparea, acordarea de privilegii și înfeudarea cu feudele imperiale (cu excepția acordării steagului principilor laici, respectiv acordării sceptrului principilor ecleziastici) care includeau și principatele imperiale. În plus, vicarilor imperiali le era permisă ridicarea în rang a nobililor imperiului (cavaleri imperiali, baroni imperiali, conti imperiali și prinți imperiali), exercitau jurisdicția regelui, respectiv a împăratului, și erau implicați în confirmarea privilegiilor bisericii. Ei nu puteau dispune de proprietatea imperială și preluau de asemenea obligațiile asumate de rege, respectiv de împărat, în momentul alegerii sale. Vicarii își foloseau adesea privilegiile pentru a ridica în rang nobilii vasali loiali lor sau pe cei care își îndeplineau obligațiile financiare ori chiar pe amantele lor, motiv pentru care un număr deosebit de mare de diplome de înnobilare au fost eliberate în perioadele de interregn. După alegerea sa, noul rege trebuia să confirme deciziile vicarilor retroactiv, ceea ce se obliga să facă prin promisiunile făcute înainte de alegerea sa. Cu toate acestea, consiliul instanței supreme imperiale a anulat ocazional deciziile vicarilor.

## Modificări datorate litigiului privind demnitatea electorală palatină

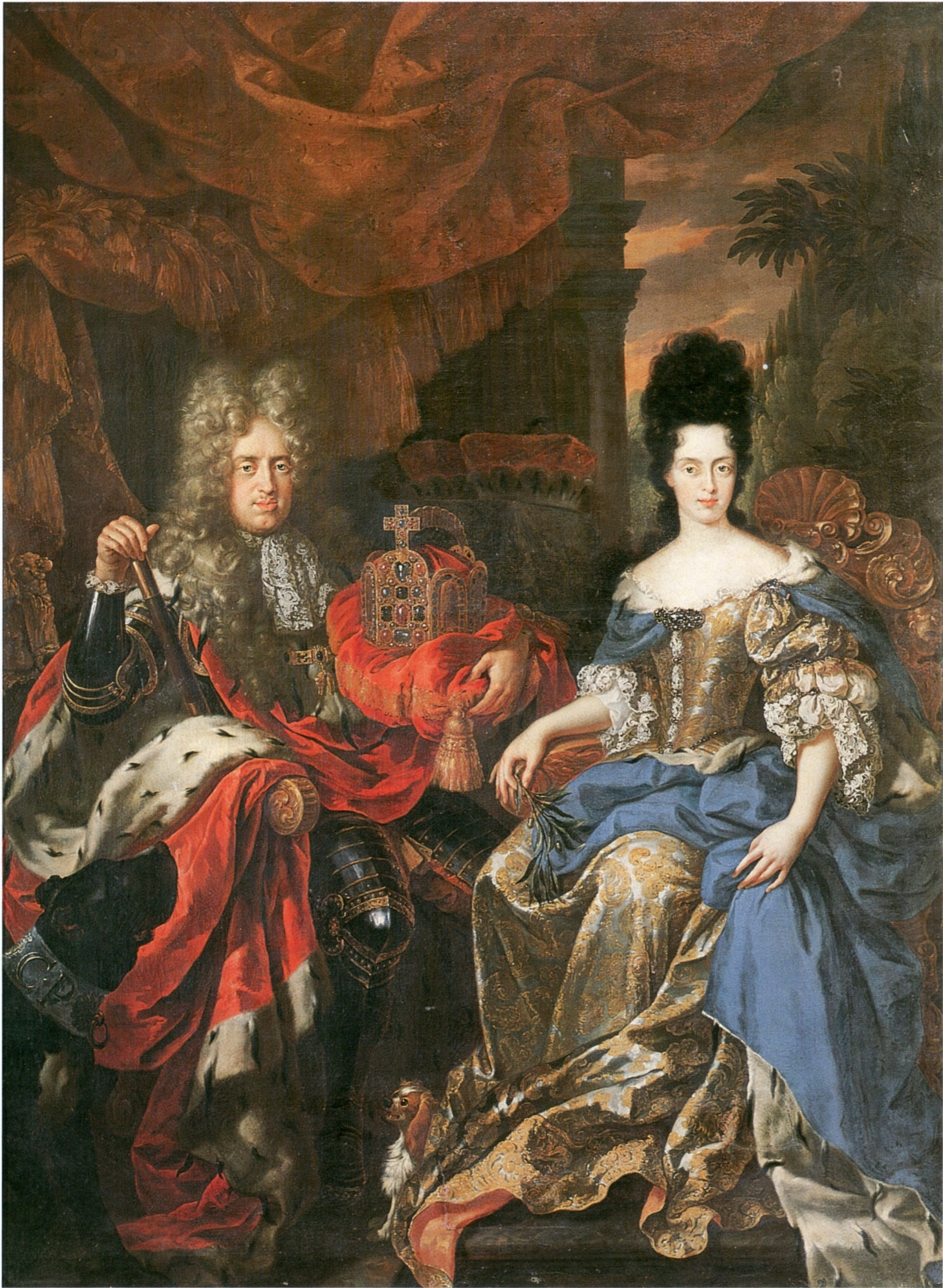
Portretul principelui palatin Ioan Wilhelm și al soției sale Anna Maria Luisa de 'Medici (Jan Frans van Douven - 1708) dovedește pretenția la titlul de vicar imperial prin reprezentarea coroanei imperiale în centrul tabloului.

La începutul Războiului de Treizeci de Ani, principele Frederic al V-lea al Palatinatului a pierdut în favoarea principelui Bavariei demnitatea de vicar imperial pentru teritoriile de drept franconian și votul electoral al Palatinatului precum și funcția de stolnic. Cu toate acestea Palatinatul, restaurat prin Pacea din Westfalia în 1648, a revendicat din nou dreptul electoral și demnitatea de vicar în Interregnul din 1657–1658, ceea ce nu a fost admis nici de Arhiepiscopul de Mainz și nici de împăratul ales ulterior, Leopold I. Doar atunci când principele elector al Bavariei a fugit ca urmare a Războiului de Succesiune Spaniolă fiindu-i impusă interdicția imperială, principele elector al Palatinatului a putut exercita funcția de vicar imperial (începând din 1711). În 1724 succesorul acestuia a semnat un contract cu verii săi din familia de Wittelsbach din Bavaria, prin care se stabilea exercitarea comună a funcției de vicar imperial, fapt care nu a fost acceptat de Dieta Imperială. În 1745 s-a ajuns la un acord pentru exercitarea alternativă a vicariatului imperial, Bavariei fiindu-i acordată întâietatea. După ce Francisc I a devenit împărat, el a recunoscut această reglementare care a fost confirmată de Dieta Imperială în 1752. Când dinastia bavareză Wittelsbach a dispărut în 1777, ambele demnități electorale și funcția de vicar imperial au revenit din nou Palatinatului care guverna acum în Bavaria.
Neafectat de această dispută, vicariatul imperial pentru zonele de drept saxon a fost exercitat de către principii electori ai Saxoniei fără întrerupere până la sfârșitul Sfântului Imperiu Roman. Monedele vicariale ale saxonilor bătute în aur și argint oferă dovezi extinse ale exercitării funcției vicariale de către saxoni în această zonă. Reprezentările grafice de pe monedele vicariale emise de Johann Georg al II-lea demonstrează importanța corectitudinii politice. Monedele vicariatului Palatinal au fost bătute într-un număr mult mai mic, deoarece Palatinatul Rinului și Bavaria nu au putut ține pasul cu principii electori saxoni foarte bogați în argint.

## Biografie
- Adalbert Erler: Reichsverweser. În: Handwörterbuch zur deutschen Rechtsgeschichte., vol. 4, Erich Schmidt, Berlin 1990, pp. 806-807.
- Marie-Luise Favreau-Lilie: Reichsherrschaft im spätmittelalterlichen Italien. Zur Handhabung des Reichsvikariates im 14./15. Jahrhundert. În: Quellen und Forschungen aus italienischen Archiven und Bibliotheken 80, 2000, pp. 53–116 (versiune online)
- Marie-Luise Heckmann: Stellvertreter, Mit- und Ersatzherrscher. Regenten, Generalstatthalter, Kurfürsten und Reichsvikare in Regnum und Imperium vom 13. bis zum frühen 15. Jahrhundert, Fahlbusch, Warendorf 2002.
- Wolfgang Hermkes: Das Reichsvikariat in Deutschland. Reichsvikare nach dem Tode des Kaisers von der Goldenen Bulle bis zum Ende des Reiches (Studii și surse ale istoriei dreptului constituțional german), C. F. Müller, Karlsruhe 1968.
- Walther Lammers: Reichsvikariat. În: Handwörterbuch zur deutschen Rechtsgeschichte., vol. 4, Erich Schmidt, Berlin 1990, pp. 807–810.